# Élections législatives de 1968 dans le Morbihan
Les élections législatives françaises de 1968 se déroulent les 23 et 30 juin 1968. Dans le département du Morbihan, six députés sont à élire dans le cadre de six circonscriptions.

## Élus
| Circonscription | Député sortant                              | Parti | Parti       | Député élu ou réélu | Parti | Parti |
| --------------- | ------------------------------------------- | ----- | ----------- | ------------------- | ----- | ----- |
| 1re             | Jean Grimaud suppléant de Raymond Marcellin |       | RI          | Raymond Marcellin   |       | RI    |
| 2e              | Christian Bonnet                            |       | RI          | Christian Bonnet    |       | RI    |
| 3e              | Hervé Laudrin                               |       | UDR         | Hervé Laudrin       |       | UDR   |
| 4e              | Yves du Halgouët                            |       | RI          | Yves du Halgouët    |       | RI    |
| 5e              | Yves Allainmat                              |       | FGDS (SFIO) | Roger de Vitton     |       | RI    |
| 6e              | Paul Ihuel                                  |       | CD          | Paul Ihuel          |       | CD    |

## Résultats

### Résultats à l'échelle du département
| Parti          | Parti                                           | Premier tour | Premier tour | Second tour | Second tour | Sièges |
| Parti          | Parti                                           | Voix         | %            | Voix        | %           | Sièges |
| -------------- | ----------------------------------------------- | ------------ | ------------ | ----------- | ----------- | ------ |
|                | Républicains indépendants                       | 113 921      | 42,59        | 26 485      | 28,49       | 4      |
|                | Union pour la défense de la République          | 39 548       | 14,78        | Retrait     | Retrait     | 1      |
|                | Union des républicains de progrès               | 153 469      | 57,37        | 26 485      | 28,49       | 5      |
|                |                                                 |              |              |             |             |        |
|                | Section française de l'Internationale ouvrière  | 33 819       | 12,64        | 25 545      | 27,47       | 0      |
|                | Fédération de la gauche démocrate et socialiste | 33 819       | 12,64        | 25 545      | 27,47       | 0      |
|                |                                                 |              |              |             |             |        |
|                | Progrès et démocratie moderne                   | 37 581       | 14,05        | 26 771      | 28,79       | 1      |
|                | Parti communiste français                       | 36 267       | 13,56        | 14 175      | 15,25       | 0      |
|                | Parti socialiste unifié                         | 6 357        | 2,38         |             |             | 0      |
|                |                                                 |              |              |             |             |        |
| Inscrits       | Inscrits                                        | 334 926      | 100,00       | 119 642     | 100,00      | 6      |
| Abstentions    | Abstentions                                     | 63 551       | 18,97        | 25 549      | 21,35       |        |
| Votants        | Votants                                         | 271 375      | 81,03        | 94 093      | 78,65       |        |
| Blancs et nuls | Blancs et nuls                                  | 3 882        | 1,43         | 1 117       | 1,19        |        |
| Exprimés       | Exprimés                                        | 267 493      | 98,57        | 92 976      | 98,81       |        |

### Résultats  par circonscription

#### Première circonscription (Vannes)
|                    | Raymond Marcellin sortant réélu | RI (URP)       | 43 095 | 81,53  |  |  |  |
|                    | Pierre Bernard                  | FGDS (SFIO)    | 3 653  | 6,91   |  |  |  |
|                    | Jean Tanguy                     | PCF            | 3 447  | 6,52   |  |  |  |
|                    | Corentin Hily                   | PSU            | 2 664  | 5,04   |  |  |  |
|                    |                                 |                |        |        |  |  |  |
| Inscrits           | Inscrits                        | Inscrits       | 65 414 | 100,00 |  |  |  |
| Abstentions        | Abstentions                     | Abstentions    | 11 672 | 17,84  |  |  |  |
| Votants            | Votants                         | Votants        | 53 742 | 82,16  |  |  |  |
| Blancs et nuls     | Blancs et nuls                  | Blancs et nuls | 883    | 1,64   |  |  |  |
| Exprimés           | Exprimés                        | Exprimés       | 52 859 | 98,36  |  |  |  |
| Source : Data.gouv |                                 |                |        |        |  |  |  |

#### Deuxième circonscription (Auray)
|                    | Christian Bonnet sortant réélu | RI (URP)       | 30 436 | 72,43  |  |  |  |
|                    | René Mory                      | PCF            | 4 760  | 11,33  |  |  |  |
|                    | Henri Pustoch                  | FGDS (SFIO)    | 4 349  | 10,35  |  |  |  |
|                    | Bernard Waquet                 | CD (PDM)       | 2 475  | 5,89   |  |  |  |
|                    |                                |                |        |        |  |  |  |
| Inscrits           | Inscrits                       | Inscrits       | 53 624 | 100,00 |  |  |  |
| Abstentions        | Abstentions                    | Abstentions    | 11 098 | 20,7   |  |  |  |
| Votants            | Votants                        | Votants        | 42 526 | 79,3   |  |  |  |
| Blancs et nuls     | Blancs et nuls                 | Blancs et nuls | 506    | 1,19   |  |  |  |
| Exprimés           | Exprimés                       | Exprimés       | 42 020 | 98,81  |  |  |  |
| Source : Data.gouv |                                |                |        |        |  |  |  |

#### Troisième circonscription (Pontivy)
|                | Hervé Laudrin sortant réélu | UDR (URP)      | 31 080 | 72,15  |  |  |  |
|                | Yvon Éliès                  | PCF            | 4 919  | 11,42  |  |  |  |
|                | Yves Guélard                | FGDS (SFIO)    | 4 601  | 10,68  |  |  |  |
|                | Eugène Quéverdo             | PSU            | 2 477  | 5,75   |  |  |  |
|                |                             |                |        |        |  |  |  |
| Inscrits       | Inscrits                    | Inscrits       | 53 172 | 100,00 |  |  |  |
| Abstentions    | Abstentions                 | Abstentions    | 8 744  | 16,44  |  |  |  |
| Votants        | Votants                     | Votants        | 44 428 | 83,56  |  |  |  |
| Blancs et nuls | Blancs et nuls              | Blancs et nuls | 1 351  | 3,04   |  |  |  |
| Exprimés       | Exprimés                    | Exprimés       | 43 077 | 96,96  |  |  |  |

#### Quatrième circonscription (Ploërmel)
|                | Yves du Halgouët sortant réélu | RI (URP)       | 19 541 | 55,87  |  |  |  |
|                | Loïc Bouvard                   | CD (PDM)       | 10 306 | 29,47  |  |  |  |
|                | Louis Noguès                   | PCF            | 3 069  | 8,77   |  |  |  |
|                | Pierre Quinio                  | FGDS (SFIO)    | 2 059  | 5,89   |  |  |  |
|                |                                |                |        |        |  |  |  |
| Inscrits       | Inscrits                       | Inscrits       | 43 053 | 100,00 |  |  |  |
| Abstentions    | Abstentions                    | Abstentions    | 7 679  | 17,84  |  |  |  |
| Votants        | Votants                        | Votants        | 35 374 | 82,16  |  |  |  |
| Blancs et nuls | Blancs et nuls                 | Blancs et nuls | 399    | 1,13   |  |  |  |
| Exprimés       | Exprimés                       | Exprimés       | 34 975 | 98,87  |  |  |  |

#### Cinquième circonscription (Lorient)
| Candidat           | Candidat               | Parti          | Premier tour | Premier tour | Second tour | Second tour |  |
| Candidat           | Candidat               | Parti          | Voix         | %            | Voix        | %           |  |
| ------------------ | ---------------------- | -------------- | ------------ | ------------ | ----------- | ----------- |  |
|                    | Roger de Vitton élu    | RI (URP)       | 20 849       | 40,57        | 26 485      | 50,9        |  |
|                    | Yves Allainmat sortant | FGDS (SFIO)    | 15 715       | 30,58        | 25 545      | 49,1        |  |
|                    | Jean Maurice           | PCF            | 9 373        | 18,24        | Retrait     | Retrait     |  |
|                    | Jacques de Bollardière | CD (PDM)       | 4 964        | 9,66         |             |             |  |
|                    | Pierre Marchi          | PSU            | 494          | 0,96         |             |             |  |
|                    |                        |                |              |              |             |             |  |
| Inscrits           | Inscrits               | Inscrits       | 66 047       | 100,00       | 66 028      | 100,00      |  |
| Abstentions        | Abstentions            | Abstentions    | 14 236       | 21,55        | 13 532      | 20,49       |  |
| Votants            | Votants                | Votants        | 51 811       | 78,45        | 52 496      | 79,51       |  |
| Blancs et nuls     | Blancs et nuls         | Blancs et nuls | 416          | 0,8          | 466         | 0,89        |  |
| Exprimés           | Exprimés               | Exprimés       | 51 395       | 99,2         | 52 030      | 99,11       |  |
| Source : Data.gouv |                        |                |              |              |             |             |  |

#### Sixième circonscription (Hennebont)
| Candidat           | Candidat                 | Parti          | Premier tour | Premier tour | Second tour | Second tour |  |
| Candidat           | Candidat                 | Parti          | Voix         | %            | Voix        | %           |  |
| ------------------ | ------------------------ | -------------- | ------------ | ------------ | ----------- | ----------- |  |
|                    | Paul Ihuel sortant réélu | CD (PDM)       | 19 836       | 45,95        | 26 771      | 65,38       |  |
|                    | Eugène Crépeau           | PCF            | 10 699       | 24,79        | 14 175      | 34,62       |  |
|                    | Ferdinand Thomas         | UDR (URP)      | 8 468        | 19,62        | Retrait     | Retrait     |  |
|                    | Michel Fichant           | FGDS (SFIO)    | 3 442        | 7,97         |             |             |  |
|                    | René Crouvizier          | PSU            | 722          | 1,67         |             |             |  |
|                    |                          |                |              |              |             |             |  |
| Inscrits           | Inscrits                 | Inscrits       | 53 616       | 100,00       | 53 614      | 100,00      |  |
| Abstentions        | Abstentions              | Abstentions    | 10 122       | 18,88        | 12 017      | 22,41       |  |
| Votants            | Votants                  | Votants        | 43 494       | 81,12        | 41 597      | 77,59       |  |
| Blancs et nuls     | Blancs et nuls           | Blancs et nuls | 327          | 0,75         | 651         | 1,57        |  |
| Exprimés           | Exprimés                 | Exprimés       | 43 167       | 99,25        | 40 946      | 98,43       |  |
| Source : Data.gouv |                          |                |              |              |             |             |  |